# 吉田製薬
吉田製薬株式会社（よしだせいやく）は、東京都中野区にある医薬品メーカー。

## 概要
日本薬局方収載医薬品や消毒薬といった基礎医薬品の製造販売を行っている。
創業は1949年と、局方品･消毒薬メーカーの中では比較的歴史の浅いメーカーであるが、1980年代よりEBMを重視した感染対策情報の発信を行っており、その情報量の多さと正確さについては一定の評価がなされており、消毒薬分野のトップメーカーの一つとなっている。
独自の院内感染対策セミナーの開催や、感染対策情報誌の発刊なども行っており、会社規模は小さいながらも感染対策の専門メーカーとしての存在感を示している。

## 会社概要
- 1949年4月　吉田製薬所　創業
- 1950年7月  吉田製薬株式会社に改組

- 本社所在地　東京都中野区中央5-1-10
- 工場所在地　埼玉県狭山市南入曽951（狭山工場）

- 主力製品
  - マグラックス（酸化マグネシウム錠）
  - エコ消エタ
  - ポピヨドン
  - グリセリンBC液　など。